# The Twinkler
The Twinkler er en amerikansk stumfilm fra 1916 af Edward Sloman.

## Medvirkende
- William Russell som Bob Stephany
- Charlotte Burton som Rose Burke
- Clarence Burton som Boss Corregan
- William A. Carroll som Daddy Burke
- William Tedmarsh